# Bữa ăn

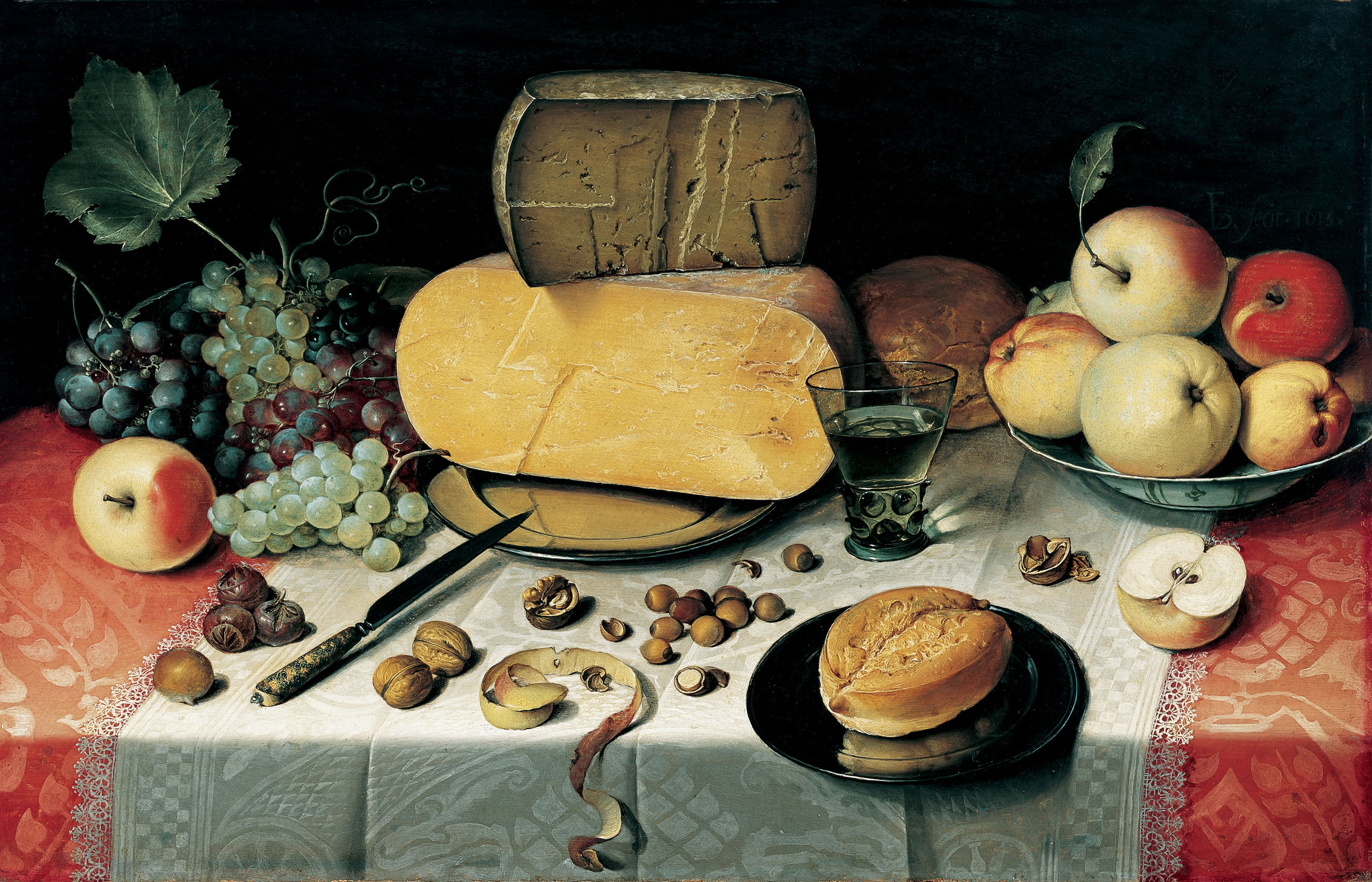
Họa phẩm về một bữa ăn

Một bữa ăn (tiếng Anh: meal) là một dịp ăn uống diễn ra tại một thời điểm nhất định trong ngày và bao gồm cả việc tiêu dùng thực phẩm Tên gọi của từng bữa ăn cụ thể có thể khác nhau, tùy thuộc vào văn hóa của người nói, thời gian trong ngày hoặc quy mô của bữa ăn. Các bữa ăn chủ yếu tại nhà, nhà hàng và quán ăn tự phục vụ cũng có thể diễn ra ở bất cứ đâu. Bữa ăn được diễn ra thường xuyên hàng ngày, thường là vài lần một ngày. Các bữa ăn đặc biệt thường được tổ chức kết hợp với các dịp như sinh nhật, đám cưới, ngày kỷ niệm và ngày lễ. Một bữa ăn khác với một bữa ăn nhẹ trong đó các bữa ăn thường có quy mô lớn hơn, đa dạng hơn và nhiều hơn so với đồ ăn nhẹ.
Loại hình bữa ăn được phục vụ hoặc ăn tại bất kỳ thời điểm nào cũng khác nhau linh hoạt tùy theo tùy nghi và địa điểm. Trong hầu hết các nền văn hóa hiện đại, có ba bữa chính để ăn gồm vào buổi sáng (bữa ăn sáng), đầu giờ chiều (bữa ăn trưa) và buổi tối (bữa ăn tối). Hơn nữa, tên của các bữa ăn thường được hoán đổi cho nhau theo tùy nghi tập tục, thói quen và môi trường. Một số phục vụ bữa tối như bữa ăn chính vào giữa ngày, với supper như bữa chiều muộn (bữa ăn xế)/bữa tối sớm, trong khi những người khác có thể gọi bữa ăn giữa ngày của họ bữa trưa và bữa ăn nhẹ đầu giờ tối. Ngoại trừ "bữa sáng", những tên này có thể thay đổi từ vùng này sang vùng khác hoặc thậm chí từ gia đình này sang gia đình khác. Theo tính toán, mỗi ngày cơ thể cần khoảng 2.000kcal để nuôi sống cơ thể và hoạt động trong ngày ("bữa ăn 2.000 calo"), nếu ăn tăng hơn số này từ 200kcal trở lên thì sẽ sẽ tăng cân, do đó, để giảm cân thì cần phải tiêu bớt số năng lượng ăn vào để lượng ăn vào sẽ thấp hơn lượng tiêu hao (gọi là làm thâm hụt calo).

## Bữa sáng
Bữa sáng là bữa ăn đầu tiên trong ngày, thường được ăn vào sáng sớm trước khi thực hiện công việc trong ngày. Một số người tin rằng nó là bữa ăn quan trọng nhất trong ngày. Từ tiếng Anh là breakfast theo nghĩa đen có nghĩa phá vỡ (break) quãng thời gian nhịn ăn (fasting) từ đêm hôm trước.
Thực phẩm ăn sáng rất đa dạng từ nơi này đến nơi khác, nhưng thường bao gồm carbohydrate như các loại hạt hay ngũ cốc, hoa quả, rau, thực phẩm chứa protein như trứng, thịt hoặc cá, các loại đồ uống như trà, coffee, sữa hay nước trái cây, nước ép thường được sử dụng trước hết. Cà phê, sữa, trà, nước trái cây, ngũ cốc ăn sáng, bánh kếp, bánh quế, xúc xích, bánh mì Pháp, thịt xông khói, bánh mì ngọt, trái cây tươi, rau quả, trứng, các loại đậu nướng, bánh muffin, bánh xốp và bánh mì nướng với bơ, bơ thực vật, mứt quả hoặc mứt cam là những ví dụ phổ biến của các món ăn sáng phương Tây, mặc dù một loạt các chế phẩm và nguyên liệu có liên quan đến bữa sáng trên toàn cầu.

### Bữa sáng đầy đủ
Một bữa ăn sáng đầy đủ của người phương Tây gồm thịt xông khói, xúc xích, trứng gà, và một loạt các thực phẩm nấu chín khác, với đồ uống nóng như cà phê hoặc trà. Nó đặc biệt phổ biến ở Anh và Ireland, đến mức nhiều quán cà phê và quán rượu cung cấp bữa ăn bất cứ lúc nào trong ngày như một "bữa sáng cả ngày". Điều này cũng phổ biến ở các nước nói tiếng Anh khác.
Tại Anh, thường được gọi là 'bữa sáng đầy đủ kiểu Anh' (thường được rút ngắn thành 'full English') hoặc 'fry-up'. Tên khu vực và các biến thể khác bao gồm 'full Scottish', 'full Welsh', 'full Irish' và 'Ulster fry'.
Bữa sáng đầy đủ nằm trong số những món ăn kiểu Anh được quốc tế công nhận nhiều nhất, cùng với các món chủ yếu như bangers & mash, bánh của người chăn cừu, cá và khoai tây chiên và bữa tối Giáng sinh. Bữa sáng đầy đủ đã trở nên phổ biến ở Quần đảo Anh trong thời đại Victoria, và xuất hiện như một trong nhiều bữa sáng được đề cập trong Mrs Beeton's Book of Household Management (1861) của nhà kinh tế học gia đình, Isabella Beeton. Một bữa sáng đầy đủ thường tương phản (ví dụ: trên thực đơn của khách sạn) với phiên bản thay thế nhẹ nhàng hơn của bữa sáng kiểu lục địa, theo truyền thống bao gồm trà, sữa hoặc cà phê, nước ép hoa quả với bánh mì, bánh sừng bò hoặc món ngọt.

## Bữa trưa
Từ bữa trưa trong tiếng Anh lunch, là viết tắt của từ luncheon (tiệc trưa) là một bữa ăn nhẹ thường ăn vào buổi trưa. Nguồn gốc của các từ lunch và luncheon liên quan đến một bữa ăn phụ nhỏ ban đầu được ăn bất cứ lúc nào trong ngày hay đêm. Trong thế kỷ 20, ý nghĩa dần dần thu hẹp thành một bữa ăn nhỏ hoặc cỡ trung vào giữa trưa. Bữa trưa thường là bữa ăn thứ hai trong ngày sau bữa sáng. Các bữa ăn khác nhau về kích thước tùy thuộc vào văn hóa, và các biến thể đáng kể tồn tại ở các khu vực khác nhau trên thế giới.
Ở một số vùng của Vương quốc Anh, nó có thể được gọi là bữa tối hoặc bữa trưa, với bữa ăn cuối cùng được gọi là trà.

### Biến thể của bữa trưa
Một bữa trưa gói sẵn (còn được gọi là pack lunch, sack lunch hay bag lunch in Bắc Mỹ hay packed lunch tại Vương quốc Anh], cũng như các biến thể tuỳ khu vực: bagging ở Lancashire, Merseyside và Yorkshire,) là một bữa ăn trưa được chuẩn bị ở nhà và được mang đi ăn ở một nơi khác, chẳng hạn như trường học, nơi làm việc hoặc đi chơi. Thức ăn thường được bọc trong hộp nhựa, giấy nhôm hoặc giấy và có thể mang theo ("packed") trong hộp ăn trưa, túi giấy ("sack") hoặc túi nhựa. Mặc dù bữa trưa gói sẵn được mang đi bởi những người chắc chắn sẽ ăn nhưng ở Mumbai, Ấn Độ, những hộp tiffin thường được mang từ nhà và được mang đến nơi làm việc sau đó trong ngày, gọi là  dabbawalla.
Cũng có thể mua bữa trưa đóng gói từ các cửa hàng ở một số quốc gia. Hộp cơm trưa làm từ kim loại, nhựa hoặc nhựa vinyl hiện đang phổ biến với giới trẻ ngày nay. Hộp ăn trưa dùng cho bữa ăn kích thước lớn trong một hộp hoặc túi chắc chắn hơn và cũng là thân thiện với môi trường.

## Bữa ăn Việt Nam
Người Việt thường gọi bữa ăn là bữa cơm hay ăn cơm, họ thường ăn nhẹ vào bữa sáng với các thức quà vặt (như các loại bánh, xôi, cháo, phở, bún). Một bữa ăn chính, đặc trưng của một gia đình Việt Nam diễn ra vào buổi trưa và/hoặc buổi tối, thông thường là khi gia đình đã tụ họp đông đủ. Bữa ăn chính của người Việt thường bao gồm một món chủ lực (cơm), một món gia vị (nước chấm) và ba món ăn cơ bản đủ chất và hài hòa:
- Một nồi cơm chung cho cả gia đình (mỗi người một bát và đôi đũa)
- Một bát nhỏ đựng nước chấm (nước mắm, tương hoặc xì dầu) cả gia đình dùng chung.
- Một món mặn có chất đạm động vật và chất béo được luộc, rán hoặc kho như thịt, cá
- Một món rau luộc hoặc xào, hoặc rau thơm, rau sống, dưa muối
- Một món canh có thể đậm đà, cầu kỳ nhưng cũng không hiếm khi chỉ đơn giản là một bát nước luộc rau.